# Mychniwka (obwód chmielnicki)
Mychniwka (ukr. Михнівка) – wieś na Ukrainie, w obwodzie chmielnickim, w rejonie chmielnickim, w hromadzie Teofipol, nad Połkwą. W 2001 roku liczyła 723 mieszkańców.